# Dirk van Bronckhorst-Batenburg (1429-1488)

wapen Bronckhorst Batenburg

Dirk van Bronckhorst-Batenburg, heer van Anholt, Angeraen en Vronenbroek (1429-1488) was een zoon van Dirk van Bronckhorst-Batenburg,  heer van Batenburg Anholt, Gronsveld en Rimburg (ca 1400-1451) en Catharina Johanna van Gronsveld (ca. 1399-1444) erfdochter en tevens vrouwe van Rimburg, Gronsveld en Oost
In opvolging van zijn vader werd hij heer van Anholt en Angeraen. Door huwelijk werd hij heer van Vronenbroek.

## Huwelijk en kinderen
Hij trouwde met Elisabeth van Goor vrouwe van Vroene (1430-1460). Zij was de dochter van Willem van Ghoor heer van Nieuw Ghoor en van Ghorenburg (ca. (1375-) en Bella Schellaert van Obbendorf (1385-). Hij trouwde in 1465 met Aleida van Alpen-Hönnepel (1445-1500)
- Dirk van Bronkhorst-Batenburg, heer van Anholt en Angeraen (20 januari 1478 - 22 juli 1549). Hij trouwde in 1505 met Anna van Wickede vrouwe van Assel en Moyland (1487-1551). Zij was een dochter van Dirk de Wickede (- 25 mei 1541) heer van Moyland en Catharina "Anna" van Wylich vrouwe van Moyland